# Lobio
Lobio (gruzínsky ლობიო) je tradiční pokrm gruzínské kuchyně, který se servíruje jako příloha nebo postní jídlo. Existuje mnoho variací a receptů.
Při tradiční přípravě se nejprve červené fazole namočí do vody. Pak se vaří v osolené vodě, která se nejméně dvakrát slije. Poté, co fazole změknou, mírně se rozmělní a promísí se s orestovanou cibulí, koriandrem, petrželkou, červenou paprikou, pálivou papričkou, solí, pepřem a česnekem. Nakonec se přidají podrcené vlašské ořechy. Dodatečně se může přidat typický gruzínský sýr sulguni, pórek nebo sladkokyselá, mírně pálivá omáčka z plodů myrobalánu tkemali.
Lobio se servíruje v terakotových nádobách s poklicí, v nichž se tento pokrm v dřívějších dobách připravoval přímo v ohni.